# Danh sách tác phẩm của Maurice Ravel
Dưới đây là những sáng tác của nhà soạn nhạc người Pháp Maurice Ravel.

## Opera
- Giờ Tây Ban Nha (1907-1908)
- Trẻ em và những yêu thuật (1925)

## Ballet
Daphnis và Chloé (1912)

## Rhapsody
- Rhapsody Tây Ban Nha (1907)
- Cô gái Digan cho violin, piano và dàn nhạc giao hưởng

## Các tác phẩm chodàn nhạc giao hưởng
- La valse (1920)
- Boléro (1928)
- Các tác phẩm khác

## Concerto
2 bản concerto cho piano và dàn nhạc giao hưởng:
- Số 1 (1931)
- Số 2 (1931)

## Các tác phẩmnhạc thính phòng
Tứ tấu piano (1903)
Tam tấu piano (1914)
- Sonata cho:

- Violin và cello (1922)
- Violin và piano (1927)
- Khúc vào đầu và Allegro cho đàn hạc, tứ tấu đàn dây, flute và clarinet (1906).

- Ba bài thơ của Stéphane Mallarmé cho ca sĩ, piano, tứ tấu đàn dây, 2 flute và 2 clarinet (1913)
- Điệu pavane cho một nàng công chúa quá cố (1899)
- Trò chơi của nước (1901)
- Những chiếc gương (1905)
- Những bóng ma đêm (1908)
- Menuet theo phong cách của Haydn (1909
- Những điệu valse cao quý và xúc động (1911)
- Bên mồ Couperin (1917)
- Những câu chuyện của mẹ ngỗng cho piano 4 tay
- Những khúc nhạc khác cho piano

## Ca khúc
- 3 khúc ca Madagascar cho ca sĩ, piano, flute và cello (1926)
- 5 giai điệu dân gian Hy Lạp (1907)
- bốn bản dân ca (1910)
- Các giai điệu Do Thái
- 3 khúc hát của Don Quichotte về nàng Dulcinée (1932)

## Hợp xướng
Những bản hợp xướng.

## Khác
Ngoài ra, Maurice Ravel còn phố dàn nhạc cho tác phẩm Những bức tranh trong phòng triển lãm của Modest Mussorgsky. 